# 김미화, 나선홍, 이수지의 유쾌한 만남
김미화, 나선홍, 신보라의 유쾌한 만남은 매일 오후 4시 6분에 TBS FM에서 방송했던 라디오 프로그램이다.

## 진행자
- 김미화, 나선홍, 신보라

## 매일코너
- 유쾌한 미션! 공개 수배합니다!

## 요일코너
- 월요일
  - 1,2부 : 유쾌한 미션~공개수배합니다
  - 3,4부 : 무허가 고민상담소
- 화요일
  - 1,2부 : 유쾌한 만남의 광장
  - 3,4부 : 유쾌한대결 OOvsOO
- 수요일
  - 1,2부 : 속풀이 쇼!
  - 3,4부 : 왜 그러세요?
- 목요일
  - 1,2부 : 속풀이 쇼~
  - 3,4부 : 고급진 강의
- 금요일
  - 1,2부 : 대안~ 늬우스!
  - 3,4부 : 별난 차트! 노래하나 추가~열
- 토요일 ~ 일요일
  - 1,2부 : 유쾌한 오디션/깜짝 전화데이트
- 토요일
  - 토요일 토요일엔 라이브쇼...토토라
- 일요일
  - 애드립 개그~쇼!